# Glasgow Warriors
Die Glasgow Warriors sind eine Rugby-Union-Mannschaft aus der schottischen Stadt Glasgow, die in der internationalen Meisterschaft United Rugby Championship spielt und sich über diese für den European Rugby Champions Cup qualifizieren kann. Die Heimspiele werden seit Sommer 2012 im Scotstoun Stadium ausgetragen.

## Geschichte
Das Team wurde 1997 unter dem Namen Glasgow Rugby von der Scottish Rugby Union (SRU) gegründet, um eine konkurrenzfähige Mannschaft in den Heineken Cup entsenden zu können. Aufgrund der finanziell angespannten Lage beschloss der SRU Rationalisierungsmaßnahmen und legte das Team zwei Jahre später mit den Caledonia Reds zusammen, das nun unter der Bezeichnung Glasgow Caledonians firmierte. Ab 2001 nahm das Team an der neu gegründeten Celtic League (heutige Pro14) teil. Es erreichte in der ersten Saison das Halbfinale, konnte in den nächsten Jahren aber nicht an diesen Erfolg anknüpfen. Zu Beginn der Saison 2002/03 wurde der Name des Teams zurück zu Glasgow Rugby geändert. Eine weitere Umbenennung zur heutigen Bezeichnung Glasgow Warriors erfolgte zu Beginn der Saison 2005/06.
In den Saisons 2009/10, 2011/12 und 2012/13 erreichten die Warriors jeweils den dritten Platz in der Meisterschaft. Bis zum Sommer 2012 spielten sie im Firhill Stadium. Sie zogen ins Scotstoun Stadium um, wo sich zuvor die Trainingsbasis befunden hatte. In der Saison 2013/14 standen die Warriors als erstes schottisches Team im Finale der Pro14, unterlagen aber der irischen Mannschaft Leinster Rugby. Im folgenden Jahr konnte man erstmals die Meisterschaft gewinnen.

## Erfolge
- Meister Pro12: 2015
- Vizemeister Pro12/14: 2014, 2019

## Spieler

### Aktueller Kader
Der Kader für die Saison 2019/2020:

### British and Irish Lions
Die folgenden Spieler wurden für die British and Irish Lions nominiert.
| Tour | Spieler                         |
| ---- | ------------------------------- |
| 2001 | Gordon Bulloch                  |
| 2005 | Gordon Bulloch (2. Nominierung) |
| 2013 | Ryan Grant                      |
| 2013 | Stuart Hogg                     |
| 2013 | Sean Maitland                   |
| 2017 | Stuart Hogg (2. Nominierung)    |
| 2017 | Finn Russell                    |
| 2017 | Tommy Seymour                   |